# Vlag van Montréal

Vlag van Montréal (ratio 1:2)

De vlag van Montréal werd voor het eerst getoond in mei 1935 en is gebaseerd op het wapen van de stad. De vlag werd herzien in mei 1939 en opnieuw in september 2017. De verhoudingen van de vlag zijn 1:2 in een symmetrisch kruis.

## Symboliek
De vlag bestaat uit een rood symmetrisch kruis met een rode schijf in het midden, en vijf emblemen die de voorouderlijke aanwezigheid van inheemse volken en de vier belangrijkste Europese etnische groepen vertegenwoordigen die zich in de 19e eeuw in de stad vestigden en die ook vertegenwoordigd zijn op de Canadese Rode Vaandel.
| Element | Beschrijving |
| ------- | --- |
|         | Een rood heraldisch kruis, dat de christelijke motieven en principes vertegenwoordigt die de stichters van de stad hebben geleid. (Het oorspronkelijke wapen waarop de vlag is gebaseerd had tot 1938 een rode andreaskruis in plaats van een symmetrisch kruis.) |
|         | Een weymouthden, die de voortdurende aanwezigheid van inheemse volken vertegenwoordigt, specifiek met behulp van een centraal Haudenosaunee (Iroquois)-symbool.                                                                                                   |
|         | Een blauwe fleur de lis, van het koninklijk huis Bourbon, die de Fransen voorstelt. (Het oorspronkelijke wapen waarop de vlag is gebaseerd had tot 1936 een bever in plaats van de fleur de lis.)                                                                 |
|         | Een rode roos van Lancaster, die de Engelsen voorstelt. |
|         | Een klavertje, dat de Ieren voorstelt. |
|         | Een distel, die de Schotten voorstelt. |

## Geschiedenis

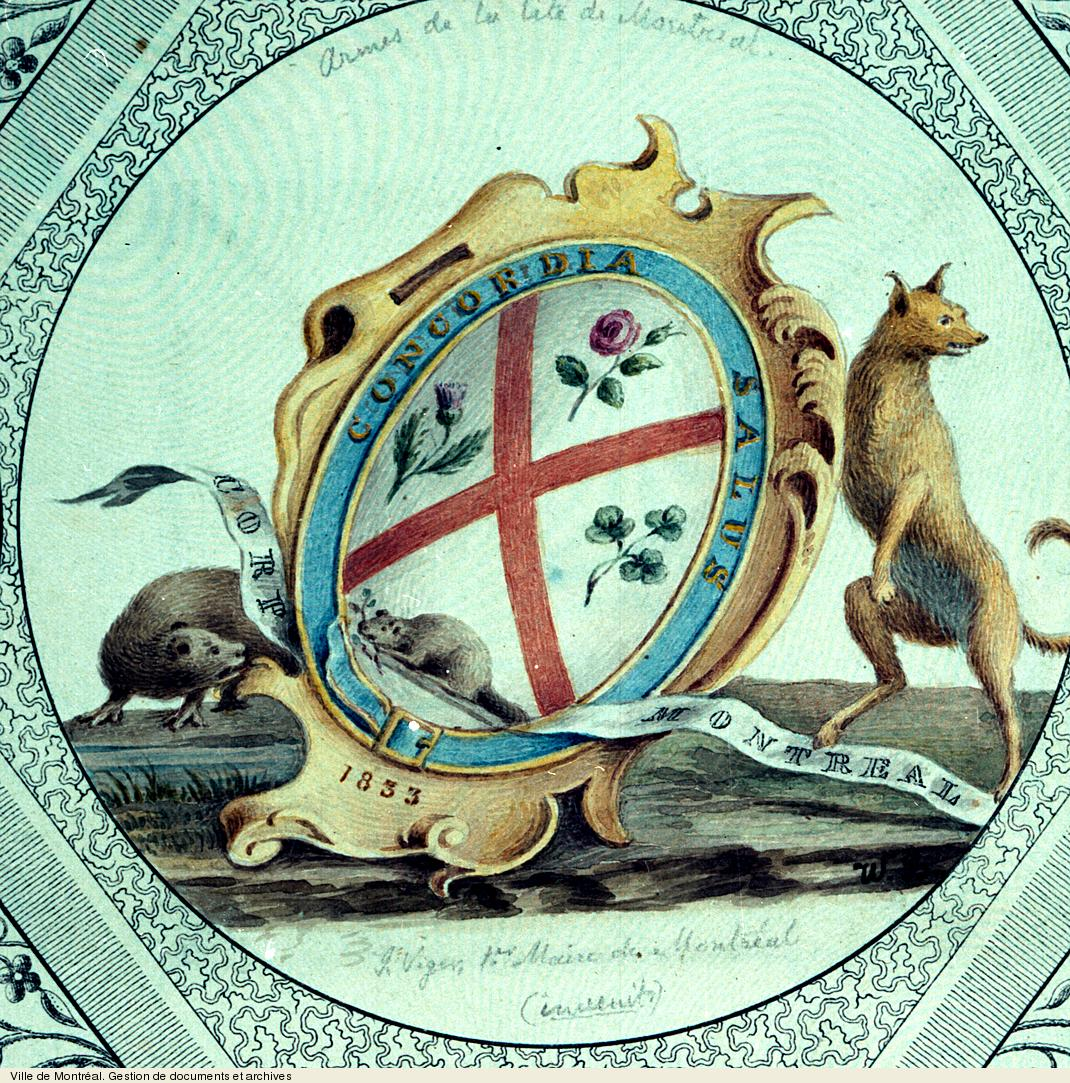
Originele stadswapen van Montréal uit 1833

De vlag van Montréal is gebaseerd op zijn wapenschild. Het oorspronkelijke wapen werd in 1833 ontworpen door de eerste burgemeester van Montréal, Jacques Viger. Het was vergelijkbaar met de huidige versie met het verschil dat het rode kruis een andreaskruis was, een bever stond op de plaats van wat nu een fleur de lis is, en er was geen witte den. Het wapen werd herzien op 21 maart 1938.
Vier jaar voor het eerste hijsen van de herziene vlag vierde koning George V, de vorst van Canada, zijn Zilveren Jubileum (25e jaar op de troon) op maandag 6 mei 1935. Een artikel in de Montréal Gazette van 3 mei 1935 meldde dat het jubileumcomité van de stad een regel had ontdekt waardoor officiële wapenschilden van Britse bedrijven konden worden geïnterpreteerd in vlaggen. Volgens het artikel bereidde Montréal zich voor om op de jubileumdag van de koning voor de allereerste keer zijn eigen aparte vlag te hijsen, gebaseerd op het originele wapen van Jacques Viger.
In mei 1939 werd de vlag herzien met een symmetrisch kruis in plaats van een andreaskruis en een blauwe fleur de lis in plaats van een bever.
Op 12 februari 2017 kondigde burgemeester Denis Coderre van Montréal een wijziging aan van de vlag van Montréal om er een First Nations-symbool in op te nemen. De beslissing werd in 2017 genomen tijdens de 375e verjaardag van de stichting van de stad. Het symbool werd gekozen door de First Nations-gemeenschappen van Montréal, namelijk Haudenosaunee en Algonquin, hoewel er ook grote Inuit-, Métis- en Anishinaabeg-populaties zijn. De nieuwe vlag werd onthuld op 13 september 2017.
|  |  |